# Amalafrida
Amalafrida (sau Amalfrida) a fost o prințesă ostrogotă.
Ea a fost fiica regelui Theodemir al ostrogoților, cu soția sa Ereleuva; de asemenea, era sora lui Theodoric cel Mare și mama lui Theodahad, ambii deveniți regi ostrogoți.
În anul 500, pentru a întări autoritatea sa asupra vandalilor, Theodoric a încheiat o alianță matrimonială cu regele acestora, Thrasamund, care a devenit cel de al doilea soț al Amalafridei. Ea i-a adus o foarte bogată zestre, dar și un număr de 5.000 de trupe ale goților.
După moartea lui Thrasamund, succesorul acestuia Hilderic a emis ordine pentru revenirea tuturor episcopilor catolici din exil, inclusiv pentru Sfântul Bonifaciu, un energic apărător al ortodoxiei, episcop al bisericii din Africa. În replică, Amalfrida s-a aflat la conducerea taberei revoltaților; ea a făcut apel la ajutorul maurilor, urmând bătălia de la Capsa, la circa 300 de mile la sud de capitală, la marginea deșertului libian.
În 523, tabăra Amalafridei a fost înfrântă, iar Hilderic a ordonat arestarea și închiderea ei, într-o reușită tentativă de a elimina hegemonia ostrogotă; de asemenea, trupele ostrogote au fost anihilate de la curtea regelui vandal. Amalafrida a murit în închisoare, fără a se cunoaște data exactă.
Amalafrida a avut doi copii, mai sus menționatul Theodahad și Amalaberga, care a fost căsătorită cu regele Hermanfried al thuringienilor. Nu se cunoaște cine era tatăl acestor copii.